# Death Grips
A Death Grips egy amerikai, úgynevezett "kísérleti hiphop" együttes a kaliforniai Sacramentóból. A együttest 2010-ben alapították, és a tagjai Stefan Burnett, művésznevén MC Ride (ének), Zack Hill (dob) és Andy Morin (producer). Az együttes 2014.07.02-án bejelentette feloszlását, de mégis jelentet meg számokat és koncertezik. A Death Grips eddig 6 stúdiólemezt, egy filmzenealbumot, egy mixtape-et, 2 középlemezt és 6 kislemezt jelentetett meg.

## Diszkográfia

### Stúdióalbumok
- The Money Store
- No Love Deep Web
- Government Plates
- The Powers That B
- Bottomless Pit
- Year Of The Snitch[3]

### Mixtape-ek
- Exmilitary

### Soundtrackek
- Fashion Week

### Középlemezek
- Death Grips
- Live from Death Valley
- Interview 2016

### Kislemezek
- Full Moon (Death Classic)
- Guillotine
- Poser Killer
- @deathgripz
- True Vulture
- Fyrd Up
- More Than the Fairy